# Associação Académica do Sal
L'Associação Académica do Sal és un club capverdià de futbol de la ciutat de Espargos a l'illa de Sal.
Va ser fundat el 1963.

## Palmarès

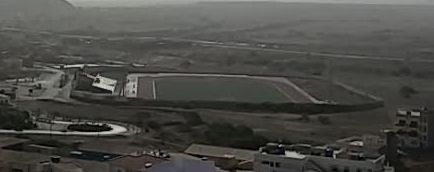
Estádio Marcelo Leitão, seu de Académica do Sal

- Lliga capverdiana de futbol[5]

1992/93
- Lliga de Sal de futbol:[6]

1983/84, 1992/93, 1993/94, 1995/96, 2000/01, 2004/05
- Torneig d'Obertura de Sal de futbol:

2001/02, 2007/08, 2011/12, 2013/14, 2015/16
- Copa de Sal de futbol:

2004 o 2005?, 2007, 2008, 2011, 2017